# NBA 2K1
NBA 2K1 est un jeu vidéo de basket-ball développé par Visual Concepts et édité par Sega Sports sorti en 2000 sur Dreamcast.
C'est le deuxième épisode de la franchise 2K et est le principal concurrent de NBA Live 2001.